# Һ
La Һ, minuscolo һ, è una lettera dell'alfabeto cirillico. Viene usata in kazako, tataro, sacha, calmucco e baschiro per rappresentare la consonante /h/. Veniva utilizzata anche in azero prima dell'adozione dell'alfabeto latino.